# Turnê Acústico em Trancoso
Título a ser usado para criar uma ligação interna é Turnê Acústico em Trancoso.
Turnê Acústico foi a décima terceira turnê da cantora brasileira Ivete Sangalo, referente ao álbum Acústico em Trancoso. A primeira cidade a receber o novo show de Ivete Sangalo foi Vitória, Espírito Santo, no dia 13 de agosto de 2016. Em cinco datas em São Paulo, no Espaço das Américas, foram vendidos 40 mil ingressos, 11 mil em Salvador, na Concha Acústica, em duas datas, 20 mil vendidos em Portugal, na MEO Arena, 20 mil em Maringá no Parque de Exposições Francisco Feio Ribeiro, 15 mil no Uruguai onde ainda ganhou um especial na TV do país, além de 5 mil na Inglaterra.

## Desenvolvimento
Sobre a nova turnê e adaptação do Acústico em Trancoso para os palcos – e para seu público, que curte as músicas mais fervidas, como "Empurra, Empurra" e "Pra Frente" – Ivete disse: "Me aguarde! Tudo será uma inversão para os instrumentos acústicos. Vai dar a mesma pressão que está no DVD, mas o público tem que entender que esse trabalho virá primeiro do que qualquer coisa". Em 20 de setembro anuncia que encerraria a turnê em 31 de dezembro por estar grávida de gêmeas, a qual era considerada uma gravidez de risco pela cantora já ter 45 anos, precisando de tempo para resguardo e deixando o retorno aos palcos para a próxima turnê, a qual estava planejada apenas para a metade de 2018. Com isso, Ivete decidiu não se apresentar no tradicional Carnaval de Salvador, no qual cantou anualmente desde 1995.

## Encerramento das Paraolimpíadas
O programa cultural da Cerimônia de encerramento dos Jogos Paralímpicos de Verão de 2016 foi estruturado como um concerto liderado por Ivete Sangalo e Gaby Amarantos, acompanhado por Vanessa da Mata, Céu, Saulo Fernandes, Saulo Laucas, Andreas Kisser (guitarrista do Sepultura), Armandinho, Jonathan Bastos, grupos como Nação Zumbi e Dream Team do Passinho, e o cantor de funk Nego do Borel. Ivete Sangalo se apresentou ao lado do convidado especial Calum Scott cantando o tema oficial  "Transformar". Calum Scott chamou a baiana de "Beyoncé brasileira" – uma forma de explicar ao público do Reino Unido a grandiosidade de Ivete Sangalo no Brasil. "Eu mal consigo explicar o quanto me senti honrado ao estar naquele palco, ajudando a encerrar um dos maiores e mais inspiradores eventos, junto com a Beyoncé brasileira. Foi incrível", disse o cantor ao jornal britânico "Hull Daily Mail". Ivete não chamou a atenção apenas do cantor britânico –  a imprensa internacional também destacou a performance da baiana. O site da CNN chamou a cantora de "megastar". Já o jornal The Guardian definiu Ivete como 'a mulher mais influente do Brasil'. Um informação que chamou a atenção da imprensa internacional foi a representatividade de Ivete, que tem nada menos que 12 milhões de seguidores no Instagram, por exemplo.

## Repertório
1. "Cadê Você?"
2. "Eh! Maravilha"
3. "Dançando"
4. "Na Base do Beijo" / "Manda Ver"
5. "Bug, Bug, Bye, Bye"
6. "Seus Planos"
7. "A Lua Q Eu T Dei"
8. "De Ladinho"
9. "Faraó Divindade do Egito" (cover de Margareth Menezes) / "Doce Obsessão" (cover de Cheiro de Amor)
10. "Beleza Rara" / "Eva"
11. "O Doce"
12. "Céu da Boca"
13. "Arerê"
14. "Pra Frente"
15. "Não Precisa Mudar"
16. "Deixo"
17. "Mais e Mais"
18. "Perto de Mim"
19. "Na Bahia"
20. "Estar com Você"
21. "Por Causa de Você, Menina" (cover de Jorge Ben Jor)
22. "Zero a Dez"
23. "À Vontade" (desde agosto de 2017)
24. "O Farol"
25. "Tempo de Alegria"
26. "Abalou"
27. "Festa" / Sorte Grande"

- "Completo" foi interpretada durante o show em Vitória, em 13 de agosto de 2016.[16]

1. "A Paz"
2. "Transformar" (com Calum Scott)
3. "O Farol"
4. "Sorte Grande"
5. "Tempo de Alegria"

## Datas
| Data                    | Cidade                                         | País                                           | Local                                          |
| ----------------------- | ---------------------------------------------- | ---------------------------------------------- | ---------------------------------------------- |
| América do Sul          |                                                |                                                |                                                |
| 13 de agosto de 2016    | Vitória                                        | Brasil                                         | Arena Vitória                                  |
| 26 de agosto de 2016    | Belém                                          | Brasil                                         | Hangar Centro de Convenções                    |
| 27 de agosto de 2016    | Manaus                                         | Brasil                                         | Amazônia Live                                  |
| 28 de agosto de 2016    | Macapá                                         | Brasil                                         | Estádio Milton de Souza Corrêa                 |
| 6 de setembro de 2016   | Tangará da Serra                               | Brasil                                         | Recinto Exposerra                              |
| 18 de setembro de 2016  | Rio de Janeiro                                 | Brasil                                         | Estádio do Maracanã                            |
| 18 de setembro de 2016  | Salvador                                       | Brasil                                         | Parque de Exposições                           |
| 22 de setembro de 2016  | Salvador                                       | Brasil                                         | Espaço Piatã                                   |
| 24 de setembro de 2016  | Araraquara                                     | Brasil                                         | Clube Náutico                                  |
| 7 de outubro de 2016    | Alfenas                                        | Brasil                                         | Espaço Folia                                   |
| 8 de outubro de 2016    | São Paulo                                      | Brasil                                         | Espaço das Américas                            |
| 9 de outubro de 2016    | São Paulo                                      | Brasil                                         | Espaço das Américas                            |
| 11 de outubro de 2016   | Brasília                                       | Brasil                                         | Estádio Nacional de Brasília Mané Garrincha    |
| 14 de outubro de 2016   | Juiz de Fora                                   | Brasil                                         | Parque de Exposições de Juiz de Fora           |
| 15 de outubro de 2016   | Santa Luzia                                    | Brasil                                         | Mega Space                                     |
| 21 de outubro de 2016   | Curitiba                                       | Brasil                                         | Live Curitiba                                  |
| 22 de outubro de 2016   | Londrina                                       | Brasil                                         | Parque de Exposição Ney Braga                  |
| 22 de outubro de 2016   | Maringá                                        | Brasil                                         | Parque de Exposições Francisco Feio Ribeiro    |
| 1 de novembro de 2016   | Goiânia                                        | Brasil                                         | Estádio Serra Dourada                          |
| 5 de novembro de 2016   | Porto Seguro                                   | Brasil                                         | Espaço Mega                                    |
| 13 de novembro de 2016  | Rio de Janeiro                                 | Brasil                                         | Parque Olímpico da Barra                       |
| 14 de novembro de 2016  | Florianópolis                                  | Brasil                                         | Passarela Nego Quirido                         |
| 22 de novembro de 2016  | Mata de São João                               | Brasil                                         | Hotel Eco Atlântico                            |
| 26 de novembro de 2016  | Esteio                                         | Brasil                                         | Parque Assis Brasil                            |
| 4 de dezembro de 2016   | Natal                                          | Brasil                                         | Arena das Dunas                                |
| 11 de dezembro de 2016  | Salvador                                       | Brasil                                         | Arena Fonte Nova                               |
| 29 de dezembro de 2016  | Salvador                                       | Brasil                                         | Arena Axé Moi                                  |
| 30 de dezembro de 2016  | Salvador                                       | Brasil                                         | Espaço Beach Sound                             |
| 31 de dezembro de 2016  | Fortaleza                                      | Brasil                                         | Marina Park Hotel                              |
| 14 de janeiro de 2017   | Guarapari                                      | Brasil                                         | Pedreira Adventure Park                        |
| 21 de janeiro de 2017   | Porto de Galinhas                              | Brasil                                         | Praia de Porto de Galinhas                     |
| 22 de janeiro de 2017   | Cabedelo                                       | Brasil                                         | Praia de Intermares                            |
| 27 de janeiro de 2017   | Salvador                                       | Brasil                                         | Concha Acústica                                |
| 28 de janeiro de 2017   | Salvador                                       | Brasil                                         | Concha Acústica                                |
| 3 de fevereiro de 2017  | Recife                                         | Brasil                                         | Convenção                                      |
| 5 de fevereiro de 2017  | Bom Jesus da Lapa                              | Brasil                                         | Centro de Eventos                              |
| 18 de fevereiro de 2017 | Rio de Janeiro                                 | Brasil                                         | Acadêmicos do Grande Rio                       |
| 19 de fevereiro de 2017 | Olinda                                         | Brasil                                         | Olinda Beer                                    |
| 25 de fevereiro de 2017 | Salvador                                       | Brasil                                         | Farol da Barra                                 |
| 26 de fevereiro de 2017 | Rio de Janeiro                                 | Brasil                                         | Praça da Apoteose                              |
| 27 de fevereiro de 2017 | Salvador                                       | Brasil                                         | Farol da Barra                                 |
| 1 de março de 2017      | Salvador                                       | Brasil                                         | Farol da Barra                                 |
| 2 de março de 2017      | Salvador                                       | Brasil                                         | Farol da Barra                                 |
| Março–Abril de 2017     | Pausa para as etapas ao vivo do The Voice Kids | Pausa para as etapas ao vivo do The Voice Kids | Pausa para as etapas ao vivo do The Voice Kids |
| 25 de abril de 2017     | Olinda                                         | Brasil                                         | Chevrolet Hall                                 |
| 29 de abril de 2017     | Fortaleza                                      | Brasil                                         | Arena Castelão                                 |
| 30 de abril de 2017     | Conceição do Coité                             | Brasil                                         | Espaço Manos Fest                              |
| 13 de maio de 2017      | Esteio                                         | Brasil                                         | Parque Assis Brasil                            |
| 31 de maio de 2017      | São Paulo                                      | Brasil                                         | SP Expo                                        |
| 2 de junho de 2017      | Salvador                                       | Brasil                                         | Parque de Exposições de Salvador               |
| 3 de junho de 2017      | Cairu                                          | Brasil                                         | San Sebastian                                  |
| 8 de junho de 2017      | São Paulo                                      | Brasil                                         | Espaço das Américas                            |
| 10 de junho de 2017     | Janaúba                                        | Brasil                                         | Parque de Exposição de Janaúba                 |
| 16 de junho de 2017     | Cuiabá                                         | Brasil                                         | Centro de Eventos do Pantanal                  |
| 17 de junho de 2017     | Sinop                                          | Brasil                                         | Parque Acrinorte                               |
| 23 de junho de 2017     | Cruz das Almas                                 | Brasil                                         | Fazenda Villa Vip                              |
| 24 de junho de 2017     | Irecê                                          | Brasil                                         | Arena GranFest                                 |
| 1 de julho de 2017      | Goiânia                                        | Brasil                                         | Estádio Serra Dourada                          |
| 14 de julho de 2017     | Vitória                                        | Brasil                                         | Rancho Lua Grande                              |
| 15 de julho de 2017     | Crato                                          | Brasil                                         | Parque de Exposição Pedro Felício Cavalcanti   |
| 21 de julho de 2017     | Regeneração                                    | Brasil                                         | Espaço Regê Folia                              |
| 23 de julho de 2017     | Fortaleza                                      | Brasil                                         | Cidade Fortal                                  |
| 1 de julho de 2017      | Goiânia                                        | Brasil                                         | Estádio Serra Dourada                          |
| 14 de julho de 2017     | Vitória                                        | Brasil                                         | Rancho Lua Grande                              |
| 15 de julho de 2017     | Crato                                          | Brasil                                         | Parque de Exposição Pedro Felício Cavalcanti   |
| 21 de julho de 2017     | Regeneração                                    | Brasil                                         | Espaço Regê Folia                              |
| 23 de julho de 2017     | Fortaleza                                      | Brasil                                         | Cidade Fortal                                  |
| Europa                  |                                                |                                                |                                                |
| 28 de julho de 2017     | Milão                                          | Itália                                         | Parque Forlanini                               |
| 29 de julho de 2017     | Lisboa                                         | Portugal                                       | Meo Arena                                      |
| 30 de julho de 2017     | Londres                                        | Inglaterra                                     | Eventim Apollo                                 |
| América do Sul          |                                                |                                                |                                                |
| 5 de agosto de 2017     | Brasília                                       | Brasil                                         | Orla do Lago Paranoá                           |
| 19 de agosto de 2017    | Mata de São João                               | Brasil                                         | Centro de Convenções                           |
| 25 de agosto de 2017    | Vitória da Conquista                           | Brasil                                         | Parque de Exposições Teopompo de Almeida       |
| 26 de agosto de 2017    | São Paulo                                      | Brasil                                         | Esporte Clube Sírio                            |
| 1 de setembro de 2017   | Florianópolis                                  | Brasil                                         | Stage Music Park                               |
| 2 de setembro de 2017   | Blumenau                                       | Brasil                                         | Parque Vila Germânica                          |
| 15 de setembro de 2017  | Rio de Janeiro                                 | Brasil                                         | Cidade do Rock                                 |
| 16 de setembro de 2017  | Belo Horizonte                                 | Brasil                                         | Lagoa dos Ingleses                             |
| 24 de setembro de 2017  | Salvador                                       | Brasil                                         | Parque de Exposições de Salvador               |
| 29 de setembro de 2017  | São Paulo                                      | Brasil                                         | Espaço das Américas                            |
| 30 de setembro de 2017  | Uberlândia                                     | Brasil                                         | Castelli Master                                |
| 7 de outubro de 2017    | Aracaju                                        | Brasil                                         | Sitio Terêncio                                 |
| 8 de outubro de 2017    | Santa Cruz do Sul                              | Brasil                                         | Parque da Oktoberfest                          |
| 21 de outubro de 2017   | Montevidéu                                     | Uruguai                                        | Velódromo Municipal de Montevideo              |
| 27 de outubro de 2017   | São Paulo                                      | Brasil                                         | Espaço das Américas                            |
| 28 de outubro de 2017   | São Paulo                                      | Brasil                                         | São Paulo Expo                                 |
| 3 de novembro de 2017   | Santa Maria                                    | Brasil                                         | Parque da Medianeira                           |
| 4 de novembro de 2017   | Florianópolis                                  | Brasil                                         | Passarela Nego Quirido                         |
| 9 de novembro de 2017   | Sauipe                                         | Brasil                                         | Costa do Sauipe                                |
| 25 de novembro de 2017  | Russas                                         | Brasil                                         | Campus Russas                                  |
| 2 de dezembro de 2017   | Rio de Janeiro                                 | Brasil                                         | Copacabana Palace                              |
| 9 de dezembro de 2017   | Natal                                          | Brasil                                         | Arena das Dunas                                |
| 16 de dezembro de 2017  | Salvador                                       | Brasil                                         | Arena Fonte Nova                               |
| 31 de dezembro de 2017  | Salvador                                       | Brasil                                         | Praia da Boca do Rio                           |